# Адем Кастрати
Адем Кастрати (15 января 1933, Горно-Карачево, Королевство Югославия — 24 сентября 2000, Скопье) — югославский художник и педагог албанского происхождения.
Учился в Педагогической академии (Вишата педагошка школа, Скопье) у Вангела Коджомана. В 1968 году вступил в Ассоциацию художников югославской Республики Македонии (Друштво на ликовните уметници на Македонија, ДЛУМ). Создал более 800 работ, признан яркой и самобытной фигурой балканской живописи. В 2005 и 2018 годах Национальной галереей Республики Македонии (ныне Северной Македонии) были организованы выставки работ художника.